# Katsuhiro Matsumoto
Katsuhiro Matsumoto (né le 28 février 1997) est un nageur japonais, spécialiste de nage libre.

Il participe au 200 m nage libre, lors des Championnats du monde 2017.
Il remporte deux titres en relais lors des Jeux asiatiques de 2018.